# Dicrodiplosis manihoti
Dicrodiplosis manihoti är en tvåvingeart som beskrevs av Harris 1981. Dicrodiplosis manihoti ingår i släktet Dicrodiplosis och familjen gallmyggor.
Artens utbredningsområde är Kongo. Inga underarter finns listade i Catalogue of Life.